# Bonnie Hellman
Bonnie Hellman (San Francisco, 10 de enero de 1950) es una actriz de cine y televisión estadounidense, reconocida por su participación en series de televisión como Nurse, Sunset Beach, Desperate Housewives, Glee y GLOW, y en películas como Get Smart, Stardust Memories y Friday the 13th: The Final Chapter.

## Filmografía destacada

### Cine y televisión
- 2019 - Sharon is Karen (corto)
- 2019 - What do we do? (corto)
- 2019 - The Creatress
- 2019 - Heavenly Deposit
- 2019 - DIVOS!
- 2019 - The Cool Kids
- 2019 - This Is Us
- 2018 - A Girl Named Jo
- 2018 - Remember Isobel
- 2018 - GLOW
- 2017 - High & Mighty
- 2017 - Scales: Mermaids Are Real
- 2017 - 555
- 2016 - Mamma Loves Shortnin' (corto)
- 2016 - Sebastian Says
- 2016 - The Bounce Back
- 2016 - Internet Famous
- 2016 - Mom
- 2015 - Microchip Jones
- 2015 - Driving While Black
- 2012-2015 - Glee
- 2014 - I Didn't Do It
- 2014 - Asthma
- 2013 - Castle
- 2013 - The Middle
- 2013 - Sullivan & Son
- 2012 - Greystone
- 2012 - Weeds
- 2010 - Hope
- 2010 - Amexica (corto)
- 2010 - Jeffie Was Here
- 2009 - Eastwick
- 2009 - Parks and Recreation
- 2009 - Desperate Housewives
- 2009 - Todo el mundo odia a Chris
- 2008 - Life
- 2008 - Get Smart
- 2007 - Two-Eleven (corto)
- 2006 - Me llamo Earl
- 2005 - All of Us
- 2005 - Suits on the Loose
- 2002 - Hidden Hills
- 2001 - Grounded for Life
- 2001 - On Edge
- 1997-1999 - Sunset Beach
- 1997 - Eat Your Heart Out
- 1997 - Murphy Brown
- 1997 - The Drew Carey Show
- 1994 - The Mommies
- 1993 - Younger and Younger
- 1992 - Roc
- 1990 - Genuine Risk
- 1989 - Deadly Innocents
- 1987 - Our Planet Tonight
- 1985 - El auto fantástico
- 1984 - Viernes 13: Capítulo final
- 1981-1982 - Nurse
- 1980 - Stardust Memories